# Battaglia di Cunassa
La battaglia di Cunassa fu combattuta nel 401 a.C. tra Ciro e il suo fratello maggiore Arsace, che aveva assunto il trono di Persia, col nome di Artaserse II nel 404 a.C.
Cunassa (in greco antico: Κούναξα?, Kúnaxa) era un villaggio, circa 90 km a nord di Babilonia, sulla riva sinistra dell'Eufrate, che presentava, a detta di Senofonte, un dominante tell. La sua esatta posizione è andata ormai perduta ma, volendola ritrovare, bisognerebbe cercare nella periferia ovest di Baghdad, a sud-est di Falluja. Precisamente si fanno queste congetture: il campo di battaglia viene tradizionalmente identificato con Tell ʿAqar Konaysa (Kanīsa, Konayša, circa 92 km a Nord di Babilonia, sulla riva sinistra dell’Eufrate, sebbene lo storico Richard Barnett – con forti argomentazioni – localizzi il sito presso Nasiffīyāt (anticamente Kū neise – Safyatib), circa 81 km a Nord di Babilonia, ma sulla riva destra dell’Eufrate nel suo antico corso, una località che meglio combacia col quanto scrive Senofonte (Anabasi 1.8.4;, 1.8.14).

## Antefatti
Le lotte intestine per la successione al trono dell'impero Persiano si verificarono già con il padre dei due, Dario II, il quale su consiglio di Tissaferne utilizzò per la prima volta un contingente di mercenari greci per avere la meglio sul fratello Arsite.
La posizione di Tissaferne venne ridimensionata però per volere della moglie del Re dei Re, Parisatide, la quale volle il figlio prediletto Ciro come satrapo di Caria e Lidia.
La morte di Dario provocò lo scontro tra i fratelli per il possesso della corona, infatti il primogenito venne alla luce prima che egli cingesse la corona, per questo motivo Ciro la reclamò; essendo lui il primo figlio di Dario, Re dei Re. Venne per questo imprigionato, ma per intercessione della madre liberato.
I due si prepararono alla guerra.

### L'armata di Ciro
Ciro, a cui non mancavano i finanziamenti, trovò in Grecia uomini nati per la guerra, i quali dopo la caduta di Atene erano rimasti senza "lavoro".
Radunò con notevole astuzia un'armata di oltre diecimila mercenari greci (i Diecimila, come poi vennero chiamati dagli storici), composta da:
- 11 700 opliti;
- 1 600 peltasti;
- 500 fanti leggeri;
- 200 arcieri.

Senofonte suddivide il contingente in:
- 4000 opliti radunati da Aristippo di Larissa, ma al comando di Sennia, che lasciò l'armata una volta giunto in Siria;
- 1500 opliti e 500 fanti leggeri al comando di Prosseno di Beozia;
- 1000 opliti al comando di Sofeneto di Stinfalo;
- 500 opliti al comando di Socrate di Acaia;
- 300 opliti e 300 peltasti al comando di Pasione di Megara, che lasciò l'armata una volta giunto in Siria;
- 1000 opliti, 500 peltasti al comando di Menone di Farsalo;
- 1000 opliti, 800 peltasti traci e 200 arcieri cretesi al comando dello spartano Clearco (quando Senia e Pasione disertarono dopo aver saputo della vera missione di Ciro, le loro truppe passarono sotto il comando diretto di Clearco);
- 300 opliti al comando di Sosi di Siracusa;
- 1000 opliti al comando di Sofeneto di Arcadia;
- 700 opliti al comando di Chirisofo di Sparta;
- 400 disertori greci provenienti dall'esercito di Artaserse.

Inoltre, essi erano appoggiati da una flotta di 35 triremi spartane al comando di Pitagora e 25 triremi agli ordini di Tamos l'Egizio.
Secondo l'Anabasi, i Diecimila avevano anche un appoggio tattico di 100 000 soldati persiani al comando di Arieo e 20 carri falcati.
Senofonte, molto preciso per quanto riguarda la composizione dell'armata greca, esagera il numero dei persiani in entrambi gli schieramenti. Più probabile che Ciro avesse a disposizione tra fanti e cavalieri 15 000 uomini, compresa la sua guardia del corpo composta da 600 cavalieri catafratti.

### La marcia verso Babilonia
La maggior parte degli opliti e dei componenti la fanteria leggera provenivano dalla Tessaglia e dal Chersoneso Tracico, il cui comando fu affidato a Clearco di Sparta, un generale che aveva venduto la sua spada proprio per sfuggire agli organi di controllo della sua città natale, dove era ricercato per i crimini commessi quando ricopriva il titolo di tiranno a Bisanzio.
Le armate di Ciro furono radunate in totale discrezione, lasciando che pochissime informazioni si diffondessero sulla sua composizione e sui suoi scopi, e mascherando la spedizione come un affare di politica interna. Infatti in un primo momento dichiarò che l'armata era operativa per una missione in Tracia e tenere controllata Mileto.
Nel 401 a.C. dichiarò di voler usare questi uomini per sottomettere i ribelli di Pisidia.
Così mosse da Sardi per raccogliere gli uomini di Aristippo condotti da Menone di Larissa a Colossi in Frigia, mentre Clearco portò i suoi a Celene. Al tempo stesso giunge Sosi il siracusano con trecento opliti e Sofeneto l'arcade con mille.
La colonna, composta dall'esercito con mogli, figli, concubine di Ciro e servitù mosse in direzione di Tarso, attraversando la Cappadocia e la Cilicia. Giunti nei pressi della città il re non riuscì a trattenere l'irruenza delle truppe che entrarono con la forza in città, saccheggiandola.
I mercenari non erano più all'oscuro dei disegni ultimi di Ciro, e di quanto impegnativo e sanguinoso sarebbe stato il conflitto per il quale erano stati assoldati, quindi fecero richieste di gratifiche ben maggiori a quanto pattuito in precedenza. Ciro continuò a mentire dicendo che il suo obiettivo era il satrapo della Siria, Abrocoma e promise a tutti l'aumento della paga da un darico a un darico e mezzo al mese, a testa.
Le "porte Siriache" si avvicinavano e ad Isso l'esercito fece tappa. Qui giunse la flotta di Ciro, comandata da Tamos, forte delle sue 25 navi ed in aggiunta Cheirisofo che, a bordo delle 35 triremi comandate da Pitagora, portava il corpo di spedizione (700 opliti spartani) che gli efori avevano inviato a sostegno dell'impresa contro il re achemenide. In procinto di passare le porte "Siriache" si unirono al contingente di Ciro altri 400 opliti, facenti parte dell'esercito al soldo di Abrocoma.
Nel frattempo Sennia e Pasione avevano abbandonato la spedizione. Al tradimento Ciro rispose con un discorso dall'alto valore strategico:
La loro dipartita poteva mettere a repentaglio l'unione dello schieramento greco, ma il suo intervento motivò anche coloro che avevano meno coraggio.
Quando il Gran Re fu informato, per mano del satrapo di Caria e Lidia Tissaferne, delle reali intenzioni di Ciro, questi aveva già raggiunto Lampsaco e stava puntando la regione di Babilonia, senza incontrare fino a quel punto alcun ostacolo. Tant'è che le notizie davano l'esercito di Artaserse in ritirata e quindi per 3 giorni viaggiarono con le armi sui carri.

### L'esercito persiano
Le armate di Artaserse, che vennero organizzate in fretta e furia, potevano vantare uno schieramento temibile, anche grazie al rapporto dei carri da guerra (10:1 a sfavore dei ribelli), mentre sulle cifre dei fanti e dei cavalieri le fonti sono nel più totale disaccordo:
- Montagu sostiene che a 30 000 ribelli e mercenari si opponessero 40 000 lealisti.[20]
- Senofonte narra che:

(Anabasi, I, 7, 10-12)
Certa è la completa superiorità di Artaserse per la cavalleria, che a quanto sembra non si concentrò sullo schieramento greco.

## La battaglia

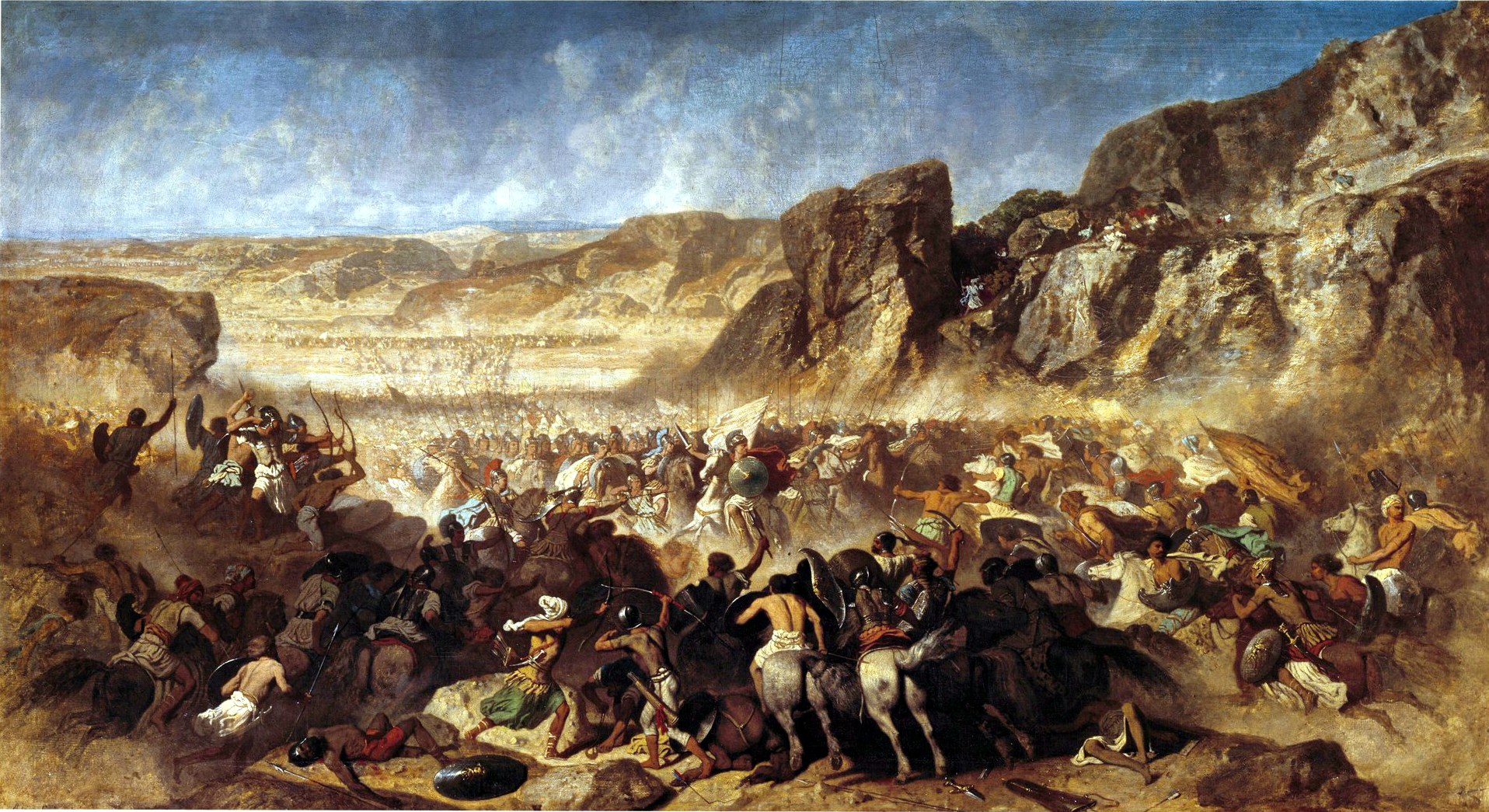
Battaglia di Cunassa di Adrien Guignet.

La notizia giunse inaspettata, l'esercito di Artaserse era pronto a dare battaglia a Cunassa. Il panico serpeggiò tra le file dei ribelli, che si apprestarono a dare battaglia in fretta e furia e a digiuno.
Ciro diede ordine di schierare le truppe, chiedendo a Clearco di convergere al centro dello schieramento avversario, dove c'era suo fratello, ma egli non volle; ben conscio delle difficoltà in cui poteva incappare una falange con il fianco destro scoperto.
I Greci si schierarono quindi sul fronte, con Clearco all'estrema destra che manteneva l'ala verso l'Eufrate, Prosseno il centro, mentre Menone l'ala sinistra. I fianchi erano coperti dalla cavalleria e dai fanti leggeri il cui comando venne affidato ad Epistene di Anfipoli. Clearco tenne con sé i reparti di peltasti e 1000 cavalieri paflagoni, mentre le truppe persiane al comando di Arieo tenevano la sinistra dello schieramento.
Al centro, Ciro a volto scoperto attorniato da 600 uomini, i cavalieri catafratti della sua guardia personale.
Senofonte è molto preciso nella descrizione e composizione delle forze greche, mentre esagera la quantità dei contingenti persiani sugli opposti schieramenti, accreditandoli di centinaia di migliaia di uomini. Una stima più appropriata vede: 15 000 uomini tra fanti e cavalieri per gli oppositori del gran Re, provvisti di un esiguo numero uomini a cavallo e all'incirca 30 000 effettivi tra i lealisti. La velocità di Ciro non aveva permesso ad Artaserse di radunare tutti gli eserciti delle satrapie, con sé aveva i contingenti Medi al comando di Arbace, di Babilonia al comando di Gobria e del satrapo Tissaferne. Gli eserciti quindi disponevano di forze equivalenti, dove solo gli effettivi della cavalleria differivano in maniera preponderante, 2 600 contro 6 000. Ulteriore differenza sulla pianura l'esercito lealista si dispose in ranghi meno serrati superando così la sinistra dello schieramento dei ribelli.
Artaserse lanciò i carri falcati, ormai inutile retaggio del passato dei quali Senofonte ci spiega:
(Anabasi, I, 8, 10)
L'esercito contrariamente al solito si mosse in silenzio con passo uniforme, Ciro ordinò a Clearco di puntare al centro dove c'era suo fratello, ma egli non volendo scoprire il fianco destro della falange, spiegò che lo avrebbe fatto, però a modo suo.
I Greci, dopo il passaggio della parola d'ordine "Zeus salvatore" e "Vittoria", intonarono il peana; gli uomini di Tissaferne, il fronte sinistro persiano si diede alla fuga in preda alla paura, prima di subirne l'impatto. Al satrapo rimaneva ancora la cavalleria che riuscì a intrufolare nello spazio tra i mercenari, impegnati nell'inseguimento degli avversari e il resto dello schieramento dei ribelli.
Ciro rischiava di essere circondato così si lanciò con la guardia personale contro il centro nemico, dove sfonda le linee, anche i suoi si disuniscono nell'inseguimento dei fuggitivi. Rimasto isolato vide il fratello, lo raggiunse e lo ferì ad un fianco; subito dopo venne colpito da una lancia ad un occhio e morì.
Artaserse fece mozzare mano destra e testa del fratello, mettendo poi a sacco l'accampamento del fratello, dando infine aiuto a Tissaferne che combatteva contro i Greci. Anche in questa occasione i Persiani non ingaggiarono battaglia, facendosi inseguire fino al villaggio di Cunassa, da dove sul far della sera i mercenari rientrarono al loro accampamento; lo trovarono completamente razziato.

## Conseguenze
Il giorno dopo appresero la notizia della morte di Ciro, da emissari di Arieo, il quale li avrebbe attesi a poca distanza per l'intero giorno prima di muoversi per la Ionia. Giunse infine Tissaferne con l'offerta di pace incondizionata e la consegna delle armi, alla quale rispose Prosseno il tebano con questa frase:
(Anabasi, II, 1, 10)
Durante la notte, fatti i preparativi, ritornarono sui loro passi al campo occupato il giorno precedente la battaglia, dove Arieo li attendeva con il suo esercito. L'esercito greco era temibile così Tissaferne, in qualità di inviato del Gran Re, offrì di fare da scorta ai mercenari conducendoli fuori dalla regione babilonese. La tensione tra i due eserciti era forte e si volle rappacificare il clima con un incontro con il satrapo, al quale partecipò Clearco, Prosseno, Socrate e Menone più una ventina di comandanti di compagnia. Vennero tutti uccisi a tradimento. I soldati non persero tempo a compiangere i loro generali, eleggendone subito di nuovi: Chirisopo al comando generale, Senofonte in seconda.
Bruciati carri e tende si misero in marcia con i cavalli da soma montati da fanti, a perlustrare il territorio e i frombolieri a protezione dei fianchi attaccati dalla cavalleria di Tissaferne. Risalito il Tigri vennero lasciati in pace solo quando si addentrarono in Kurdistan, di qui passarono in territorio carduco, giunsero in Armenia, dove il satrapo Oronte tentò di fermarli. Lungo il corso dell'Eufrate in pieno inverno furono colti da una tormenta di neve che uccise molti di loro, infine raggiunsero Trapezunte. Poi si susseguirono una serie di eccidi, massacri, saccheggi che non fanno onore all'impresa, dovuti all'impossibilità di trovare navi per il ritorno in Grecia.
Tissaferne, nei mesi successivi alla battaglia, ebbe modo di vantarsi di aver ucciso personalmente Ciro sul campo. La madre dei due, Parisatide, che aveva sempre favorito Ciro e che aveva appoggiato quest'ultimo nella sua sollevazione contro il primogenito, scatenò, alla prima occasione, la sua vendetta facendo assassinare Tissaferne a Colossi, in Frigia, nel 395.